# Ranger L-440

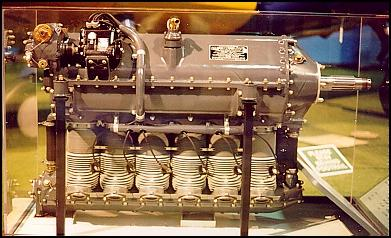
Exemplaire conservé dans un musée.

Le Ranger L-440 ou Ranger 6-440C est un moteur d'avion à piston, produit dans les années 1930 et 1940 par Ranger Aircraft Engine Division, devenu une division de Fairchild en 1939. C'est un petit six cylindres en ligne. 6-440C est la désignation du constructeur, tandis que L-440 est une désignation des forces américaines, où la lettre L désigne la disposition du moteur (en ligne) et 440 sa cylindrée (440 pouces cubes, soit 7,2 litres). Ce moteur est utilisé principalement par des avions d'entraînement et de transport léger produit par Fairchild, notamment le Fairchild PT-19, un des avions-écoles les plus utilisés par les alliés pendant la seconde Guerre mondiale. 

## Conception
Il s'agit d'un six cylindres en ligne inversé (c'est-à-dire avec le vilebrequin en haut), alimenté par carburateur. La disposition six cylindres en ligne est idéale en matière d'équilibrage : la répartition dans le temps du mouvement des six pistons fait que les vibrations, tant longitudinales que latérales, créées par l'inertie des pistons et de leurs bielles s'annulent mutuellement. C'est ce qui explique que cette disposition, ainsi que le V-12 qui en dérive, soit très courante dans les moteurs d'aviation. Le L-440 offre une puissance comprise entre 175 et 200 chevaux selon les versions. Il ne possède pas de suralimentation, ce qui a pour conséquence que sa puissance diminue rapidement lorsque l'appareil monte en altitude, limitant le plafond des avions utilisant ce moteur (4700 mètres dans l'exemple du PT-19). Le bloc moteur est en aluminium. Le L-440 possède un système de refroidissement assez original, à air sous pression : de l'air comprimé circule dans le capot entourant les cylindres.

## Applications
- Fairchild PT-19 : avion-école monomoteur, produit à plus de 7700 exemplaires, utilisé pour l'entrainement des pilotes, notamment américains, pendant la seconde Guerre mondiale.
- Grumman G-44 Widgeon : hydravion à coque, bimoteur, amphibie, utilisé surtout par les civils
- Fairchild 24 : avion de brousse.
- Falconar SAL Mustang : avion de construction amateur, vendu en kit par une société canadienne, qui ressemble à un P-51 à l'échelle 2/3[4].

## Dérivé
Le Ranger V-770 reprend assez largement la conception du L-440, mais avec deux rangées de cylindres (c'est donc un V-12). C'est le moteur du Curtiss SO3C Seamew.